# 대한민국의 해병대 부사령관
해병대 부사령관(영문 : Assistant Commandant, R.O.K Marine Corps/한문 : 海兵隊 副司令官)은 대한민국 해병대를 대표하는 직위의 하나로 해병대 사령관을 보좌한다. 현재 해병대의 서열 2위이며, 현재 해병대 부사령관은 구자송 해병 준장이다.

## 역대 부사령관
해병대 부사령관은 계급이 준장 및 소장인 해병대 장성이 맡는다.
- 김석범(金錫範), 1953년 ~ ?,
- 김대식(金大植), ? ~ 1957년 9월 5일 , 해병중장, 해병대사령관

- 김성은(金聖恩), 1959년 ~ 1960년 6월 1일, 하얼빈농대, 해병대전투단단장&해병학교교장&해병대부사령관 겸 참모장&해병대사령관
- 고길훈(高吉勳), 1960년 6월 30일 ~ 1961년 11월 2일, 해병제1상륙사단장
- 김두찬(金斗燦), 1961년 ~ 1962년 6월 2일, 해병대 상륙사단장&해병대 사령관&국가재건최고회의 최고위원

- 최용남(崔龍男), 1962년 7월 10일 ~ , 해병준장, 해병대 부사령관 겸 참모장&국방연구원생

- 공정식(孔正植), 1964년 1월 16일 ~ 1964년 월 일, 해군사관학교교수&해양대학교교수&해군경주참 함장&해병대 제3전투단장&한미해병대 연합상륙여단장&해병대 보급정비단 단장&제1상륙사단 단장&해병대 사령관
- 정광호(鄭光鎬), 1965년 ~ 1966년, 해병대 2연대장&해병대 본부 감찰감&기획참모부장, 부사령관겸 참모장, 부사령관, 해병대 사령관
- 강기천(姜起千), 1966년 3월 4일 ~ 1966년 9월 29일 , 해병소장,  해병대제1상륙사단장

- 박승도(朴承道), 1966년 9월 29일 ~ , 해병준장, 해병대참모장

- 정광호(鄭光鎬), 1968년 ~ 1969년 6월 11일, 해병중장, 해병대사령관

- 김용국(金龍國), 1969년 7월 17일 ~ 1970년 7월 16일, 해병소장, 국가안보회의 파견
- 이병문(李丙文), 1970년 7월 16일 ~ 1970년 8월 29일, 해병 소장, 해병대 제1상륙사단사단장&해병대사령관
- 김용국(金龍國), 1970년 8월 29일 ~ 1971년 7월 3일, 해병소장, 국가안보회의 파견
- 이봉출(李鳳出), 1971년 7월 3일 ~ 1973년 2월 1일 , 해병소장,
- 김연상(金然翔), 1973년 2월 1일 ~ 1973년 5월 31일, 해군 제2차장&해병대 사령관

- 김연상(金然翔), 1975년 월 일 ~ 1975년 월 일,
- 차수정(車洙貞),  , 해병소장, 해병대 6여단장&해병참모부장

- 박환인(朴煥仁), , , 교보생명전무&교보문고대표이사
- 임종린(林鍾璘) 1990년 ~ 1990년 , 해병대 제2사단장&해병대 사령관

- 김기홍(金基洪)
- 신원배(申元培), ? ~ 1994년 5월 20일,

- 전도봉(全道奉) 1996년 월 일 ~ 1998년 월 일, 해병대 사령관
- 강신길(姜信吉), 1998년 ~ 1998년 4월 28일
- 이철우(李鐵雨) 1999년 ~ 1999년
- 배상기(裴相基), ? ~ 1999년 4월 3일, 해군사관, 해병대제1사단장

- 전병훈
- 안희경

- 김시록(金時錄) ? ~ 2012년
- 이상훈(李相勳) 2012년 ~ ?

- 서헌원 2019년 ~ 2020년
- 백경순 2020년 ~ 2021년
- 임성근 2021년 ~ 2022년
- 김계환 2022년 ~ 2022년
- 주일석 2022년 ~ 2023년
- 정종범 2023년 ~ 2023년
- 김승학 2023년 ~ 2024년
- 구자송 2024년 ~

## 같이 보기
- 대한민국 해병대
- 대한민국의 해병대 사령관
- 남조선해안경비대